# Anne Koskinen
Anne Helena Koskinen, född 5 december 1969 i Helsingfors, är en finländsk konstnär. 
Koskinen studerade 1994–1996 vid Konstindustriella högskolan (konstmagister) och 1991–1998 vid Staatliche Akademie der Bildenden Künste i Karlsruhe. Hennes första separatutställning hölls 1996. Hon har framträtt som bildhuggare, målare och konceptuell konstnär; i sin konst har hon dryftat teoretiska frågor om originalverk och kopior samt relationer mellan det frånvarande och närvarande. Som slutarbete i högskolan 1996 efterbildade hon i trä sin bortgångne fars arbetsrum och skulpterade i slutet av 1990-talet bland annat tredimensionella tavlor i trä och lät också gjuta dem i brons. På sin utställning Deus Protector Noster 2002 visade hon bronsskulpturer av djur som omkommit i trafikolyckor på vägen mellan Helsingfors och Björneborg, som hon tagit vara på, djupfryst och gjort avgjutningar av. Koskinen undervisade 2000–2002 vid Konstindustriella högskolan och blev 2001 rektor för Konstskolan i Björneborg och 2002 ledare för Konstindustriella högskolans institut för visuell konst i Björneborg.